# 99學年度大專足球聯賽
99學年度大專足球聯賽為第6屆大專足球聯賽。男子組分為公開組男生第一級、公開組男生第二級和一般男生組，女子組分為公開組女生第一級。本年度公開組男生第一級第七名、第八名將降級到來年公開組男生第二級。公開組男生第二級冠軍、亞軍將升級到來年公開組男生第一級。一般男生組冠軍、亞軍將來年公開組男生第二級。

## 公開男生組第一級

### 名次
| 名次   | 隊伍             |
| ------ | ---------------- |
| 第一名 | 臺北市立體育學院 |
| 第二名 | 國立臺灣體育學院 |
| 第三名 | 銘傳大學         |
| 第四名 | 天主教輔仁大學   |
| 第五名 | 國立屏東科技大學 |
| 第六名 | 國立臺北科技大學 |
| 第七名 | 國立屏東教育大學 |
| 第八名 | 嘉南藥理科技大學 |

|  | 降入公開男生組第二級 |

## 公開女生組第一級

### 名次
| 名次   | 隊伍             |
| ------ | ---------------- |
| 第一名 | 國立臺灣體育學院 |
| 第二名 | 國立臺灣師範大學 |
| 第三名 | 醒吾技術學院     |

## 公開男生組第二級

### 名次
| 名次   | 隊伍         |
| ------ | ------------ |
| 第一名 | 國立臺灣大學 |
| 第二名 | 國立成功大學 |
| 第三名 | 義守大學     |
| 第四名 | 國立交通大學 |
| 第五名 | 國立中正大學 |
| 第六名 | 吳鳳科技大學 |
| 第七名 | 國立清華大學 |
| 第八名 | 國立中興大學 |

|  | 升入公開男生組第一級 |

## 一般男生組

### 名次
| 名次   | 隊伍             |
| ------ | ---------------- |
| 第一名 | 淡江大學         |
| 第二名 | 臺北醫學大學     |
| 第三名 | 崑山科技大學     |
| 第四名 | 國立中山大學     |
| 第五名 | 國立東華大學     |
| 第六名 | 長庚大學         |
| 第七名 | 國立政治大學     |
| 第八名 | 國立臺灣海洋大學 |

|  | 升入公開組男生第二級 |

## 外部連結
- 中華民國大專院校體育總會 UFA大專足球聯賽
- SSU大專學生運動網 UFA大專足球運動聯賽